# Hudson (Carolina del Nord)
Hudson és una població dels Estats Units a l'estat de Carolina del Nord. Segons el cens del 2000 tenia 3.078 habitants.

## Demografia
Segons el cens del 2000, Hudson tenia 3.078 habitants, 1.324 habitatges i 933 famílies. La densitat de població era de 323,8 habitants per km².
Dels 1.324 habitatges en un 26,4% hi vivien nens de menys de 18 anys, en un 56,3% hi vivien parelles casades, en un 10,3% dones solteres, i en un 29,5% no eren unitats familiars. En el 25,5% dels habitatges hi vivien persones soles el 10,3% de les quals corresponia a persones de 65 anys o més que vivien soles. El nombre mitjà de persones vivint en cada habitatge era de 2,32 i el nombre mitjà de persones que vivien en cada família era de 2,77.
Per edats la població es repartia de la següent manera: un 20% tenia menys de 18 anys, un 8,7% entre 18 i 24, un 29,3% entre 25 i 44, un 25,5% de 45 a 60 i un 16,5% 65 anys o més.
L'edat mediana era de 40 anys. Per cada 100 dones de 18 o més anys hi havia 87,5 homes.
La renda mediana per habitatge era de 35.562 $ i la renda mediana per família de 42.000 $. Els homes tenien una renda mediana de 29.949 $ mentre que les dones 22.727 $. La renda per capita de la població era de 20.519 $. Entorn del 3,7% de les famílies i el 7,6% de la població estaven per davall del llindar de pobresa.

## Poblacions més properes
El següent diagrama mostra les poblacions més properes.